# 克羅塞峰
46°12′52″N 8°38′39″E / 46.214466°N 8.644134°E

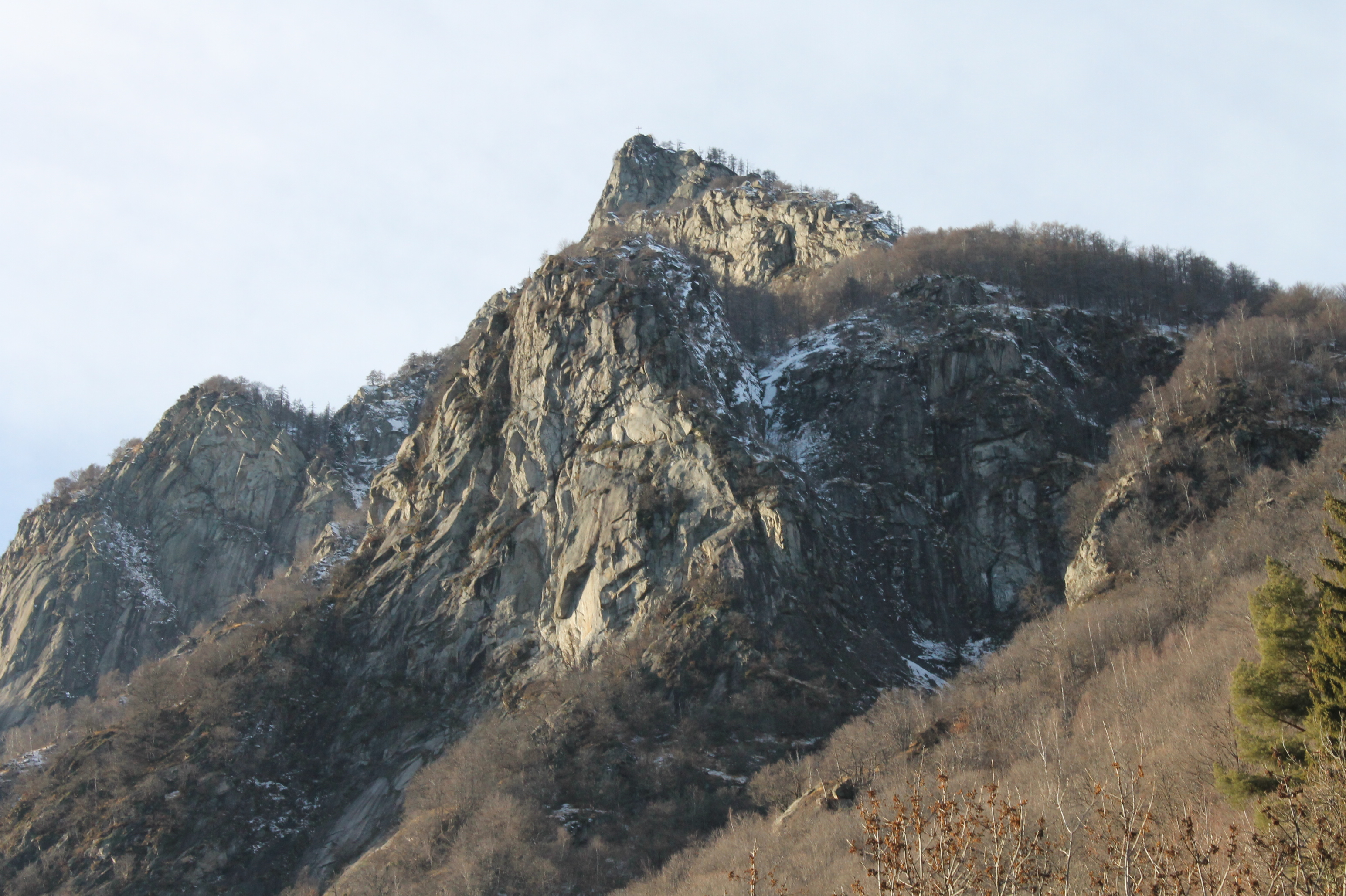

克羅塞峰（Pizzo della Croce），是瑞士的山峰，位於該國南部，由提契諾州負責管轄，距離佩洛索峰0.8公里，該山峰海拔高度1,824米，每年平均降雨量2,204毫米。